# توماس ماسیولیس
توماس ماسیولیس (انگلیسی: Tomas Masiulis؛ زادهٔ ۱۹ سپتامبر ۱۹۷۵) بازیکن بسکتبال اهل لیتوانی است.
وی در مسابقات کشوری و بین‌المللی در مجموع برندهٔ ۱ مدال نقره، ۱ مدال برنز شده‌است.